# Kurume Suiten-gū

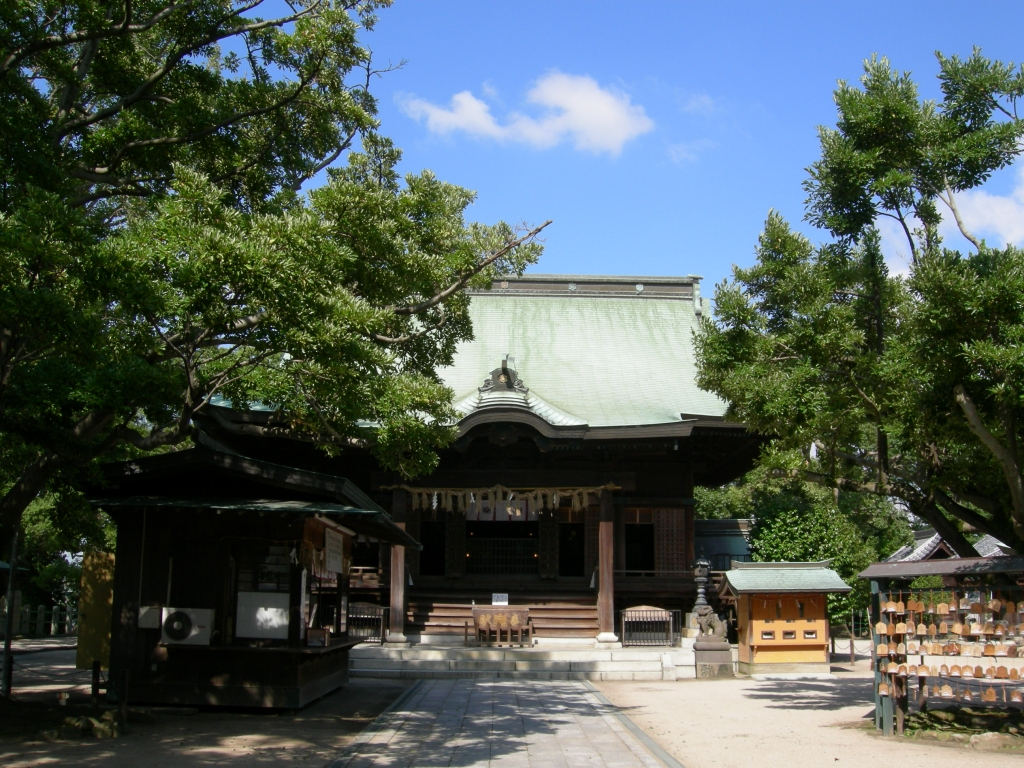
Le honden (principal sanctuaire).

Le Kurume Suiten-gū (久留米水天宮) est un sanctuaire shinto situé dans la ville de Kurume, préfecture de Fukuoka au Japon. Ce sanctuaire est le siège de tous les sanctuaires Suiten-gū du Japon.

## Légende
En tant que sanctuaire associé à l'eau, Suiten-gū est vénéré comme sanctuaire gardien du transport maritime et serait lié à la légende de Kappa. De nos jours, il est réputé héberger le kami d'une naissance heureuse.